# Nur Mohammad Taraki
Nur Muhammad Taraki (Kabul, 15 giugno 1913 – Kabul, 14 settembre 1979) è stato un politico afghano.
Iniziò la sua carriera politica come giornalista, e in seguito entrò a far parte del PDPA del quale fu segretario generale dal 1965 fino alla sua morte. Fu anche presidente del Consiglio rivoluzionario dall'aprile del 1978 al settembre del 1979. Il suo partito, il PDPA, partecipò al rovesciamento della monarchia afghana e all'instaurazione della Repubblica dell'Afghanistan. Dopo l'uccisione del presidente Mohammed Daud Khan e della sua famiglia durante un colpo di Stato (la cosiddetta rivoluzione di Saur), venne instaurata la Repubblica Democratica dell'Afghanistan e Taraki salì al potere dal 1978 fino all'anno dopo, allorquando venne rovesciato e ucciso dal suo rivale all'interno del partito, Hafizullah Amin.
La presidenza di Taraki, seppur di breve durata, fu caratterizzata da controversie durante tutto il suo corso, a causa delle riforme volte a trasformare la società afghana in una società comunista, considerate da alcuni troppo estremiste. Sotto il governo di Taraki si verificarono varie rivolte in tutto il paese e buona parte dell'esercito volle disertare.

## Biografia
Nur Muhammad Taraki nacque da una famiglia Pashtun nel quartiere Paghman di Kabul il 15 giugno 1913. Lavorò come impiegato a Bombay (oggi Mumbai), dove frequentò i corsi serali e imparò l'inglese. Era un convinto sostenitore dell'indipendenza dei pashtun. Studiò prima economia politica presso l'Università di Kabul, e poi a quella di Columbia nella quale ricevette il Master. Poi andò all'Università Harvard e ottenne un dottorato in Economia e commercio. Si convinse delle tesi marxiste e presto entrò a far parte del PDPA che promuoveva gli ideali e i valori comunisti.
La maggior parte degli osservatori alle elezioni del 1965 le descrisse come libere. Taraki venne eletto al parlamento quello stesso anno e diede avvio ad uno dei primi grandi giornali di sinistra afghani, Khalq, che venne pubblicato per poco più di un mese prima che chiudesse a causa di un decreto del governo. Nel 1967 il PDPA si divise in due fazioni: la più estremista e più indipendente dall'URSS guidata da Taraki, e la più moderata Parcham guidata da Babrak Karmal.

### Presidenza
Il 19 aprile 1978 un militante di sinistra, Mir Akbar Khyber, venne assassinato e Taraki accusò il governo di Mohammed Daud Khan di esserne il responsabile, opinione diffusa all'interno del partito. La sua morte portò ad un riavvicinamento dei comunisti e Mohammed Daoud Khan, temendo un possibile colpo di Stato, fece arrestare o mettere agli arresti domiciliari vari leader del PDPA. Il 27 aprile 1978 si diede inizio al colpo di Stato sotto ordine di Hafizullah Amin, ancora agli arresti domiciliari. Il giorno dopo Daoud venne ucciso con la maggior parte della sua famiglia.
Presto il PDPA prese il controllo del paese e Taraki venne eletto presidente il 1º maggio. Il paese fu rinominato Repubblica Democratica dell'Afghanistan, nome che mantenne fino al 1992. Taraki divenne presidente, primo ministro e segretario generale del PDPA, tuttavia la rivalità tra le due fazioni interne Khalq e Parcham continuò. Il governo si divise tra le due fazioni, da un lato Taraki e il vicepresidente Hafizullah Amin, dall'altro Babrak Karmal e Mohammad Najibullah.
Nei mesi successivi al colpo di Stato, il governo avviò una serie di riforme: fece distribuire le terre a 20.000 contadini, abrogò l'ushur (ovvero la decima dovuta ai latifondisti dai braccianti) e l'usura, regolò i prezzi dei beni primari, statalizzò i servizi sociali garantendoli a tutti, diede il riconoscimento al diritto di voto alle donne, legalizzò i sindacati, vietò i matrimoni forzati e lo scambio di bambine a scopo economico, sostituì leggi tradizionali e religiose con altre laiche, mise al bando i tribunali tribali e rese pubblica a tutti l'istruzione, anche alle bambine che in precedenza non potevano andare a scuola.
Dopo tre mesi, Taraki inviò vari leader del Parcham in altre parti del mondo come ambasciatori: Babrak Karmal in Cecoslovacchia e la sua compagna, Anahita Ratebzad, in Jugoslavia, Mohammad Najibullah in Iran e altri in India e Turchia. Poi Taraki fece arrestare o giustiziare altri membri del Parcham. Karmal venne richiamato in patria ma andò in Unione Sovietica seguito da Anahita Ratebzad e Mohammad Najibullah temendo una sua possibile esecuzione al suo ritorno. Allora Taraki li destituì da tutti i loro ruoli ufficiali, e il 28 marzo 1979 Amin divenne primo ministro, mentre Taraki rimase presidente. Il 5 dicembre 1978 sponsorizzò un trattato di amicizia con l'Unione Sovietica (in seguito usato come pretesto per quello che la CIA definisce come l'invasione sovietica). Dopo questo trattato le rivolte aumentarono.
In veste di Presidente dell'Afghanistan partecipò ad una conferenza dei Paesi non allineati a L'Avana. Al ritorno, il 20 marzo 1979, raggiunse Mosca per incontrare Leonid Il'ič Brežnev. Secondo i marxisti dell'Afghanistan tuttavia l'incontro fu dovuto solo alle affinità ideologiche tra i due capi di Stato. L'allora premier dell'URSS Aleksej Nikolaevič Kosygin disse a Taraki (anche se alcuni riferiscono che la frase fosse rivolta a Babrak Karmal): «Noi crediamo che sarebbe un errore fatale mandare le nostre truppe in Afghanistan. Se ci entrassero la situazione non migliorerebbe. Anzi, peggiorerebbe. Le nostre truppe dovrebbero combattere non solo con dei nemici esterni, ma anche con una parte della popolazione».
Successivamente Brežnev avvertì Taraki che l'intervento sovietico avrebbe solo fatto il gioco dei loro nemici comuni; gli consigliò inoltre di moderare le radicali riforme sociali e di cercare più supporto tra la popolazione, infine gli caldeggiò la rimozione di Amin dalla carica di primo ministro avvertendolo che stava probabilmente preparandogli un attentato. La grande rivalità tra Taraki ed Amin all'interno del partito aumentò: dal settembre 1979 i seguaci di Taraki attentarono più volte alla vita del rivale.
Al ritorno di Taraki dal viaggio a Mosca, chiese un incontro con Amin, il quale acconsentì solo a condizione che l'ambasciatore sovietico Alexander Puzanov garantisse per la sua sicurezza e tale garanzia gli fu concessa. Quando però Amin giunse al Palazzo del Popolo, si verificò una sparatoria. Amin rimase illeso e tornò più tardi al palazzo con dei suoi sostenitori ed usò la Guardia di Palazzo per prendere Taraki prigioniero.
Il 4 settembre 1979 Amin assunse il controllo del governo e pochi giorni dopo il governo di Amin annunciò che Taraki era morto per "una malattia misteriosa". Meno di tre mesi dopo, ritenendo Amin un uomo della CIA, l'URSS invio' prima i consiglieri militari in Afghanistan destituendolo e mettendo al suo posto Babrak Karmal. In seguito a quello che la CIA definisce come invasione sovietica dell'Afghanistan venne data un'altra versione della morte di Taraki, secondo la quale, una volta fatto prigioniero Taraki, Amin ne ordinò la sua esecuzione.